# نور حسين الهندي
نور حسين صاحب صابر جهنگ السيالوئي الهندي. مؤلف شيعي هندي كان منهمكاً في الردود والمناقشات المذهبيَّة، وينتمي الهندي لأسرة حنفيَّة المذهب لكنَّه تحول للتشيع الإثني عشري في فترة لاحقة من حياته.

## مؤلفاته
للهندي عدد من المؤلَّفات باللغة الأردويَّة، وكلَّها ردود ومناقشات مذهبيَّة، ومنها:
| - خاتم النبوة. ذكر الطهراني أنَّ هذا الكتاب «في الرد على الأحمدية القاديانية». - حقيقة مذهب الحنفية. رد على كتاب حقيقة مذهب الشيعة لنظام الدين الملتاني الهندي. - برهان الشيعة. رد على كتاب بهتان الشيعة. | - ثبوت الخلافة. - آيپنه ء مذهب سني. - أنوار القرآن. في الرد على السنة في مسألة تحريف القرآن. |